# Villa Agnes
Die Villa Agnes, auch Villa Petersdorf, liegt im Stadtteil Oberlößnitz der sächsischen Stadt Radebeul, in der Lößnitzgrundstraße 2 (ehemals Nizzastraße 13). Das von den Gebrüdern Ziller 1879 erbaute Haus war von 1891 bis 1895 der dritte (angemietete) Radebeuler Wohnsitz des Schriftstellers Karl May. Von dort zog er mit Ehefrau Emma in die gekaufte Villa Shatterhand.

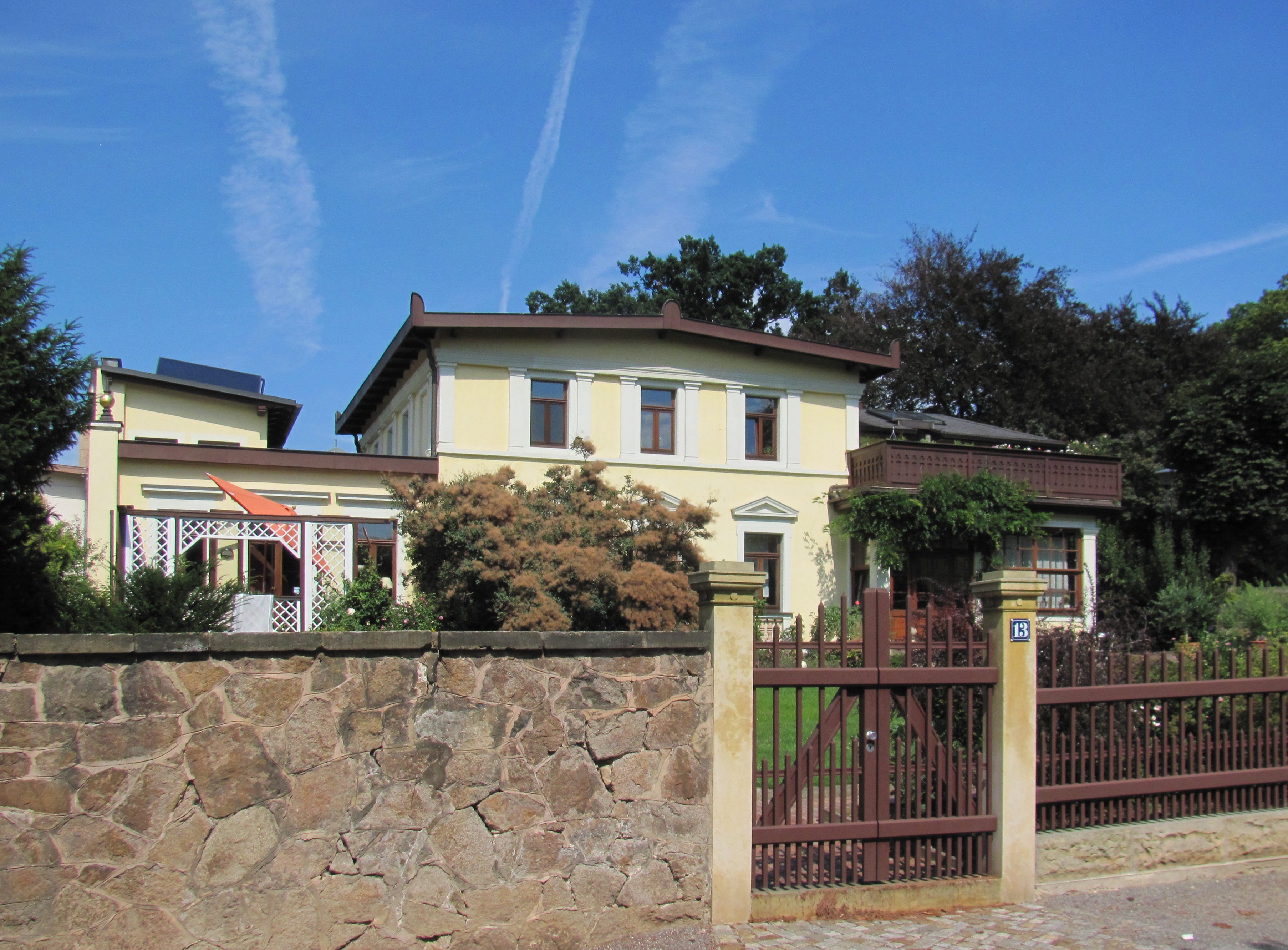
Villa Agnes, Gartenseite im Süden; mit Eingangspforte als Nizzastraße 13 (2015)

## Beschreibung

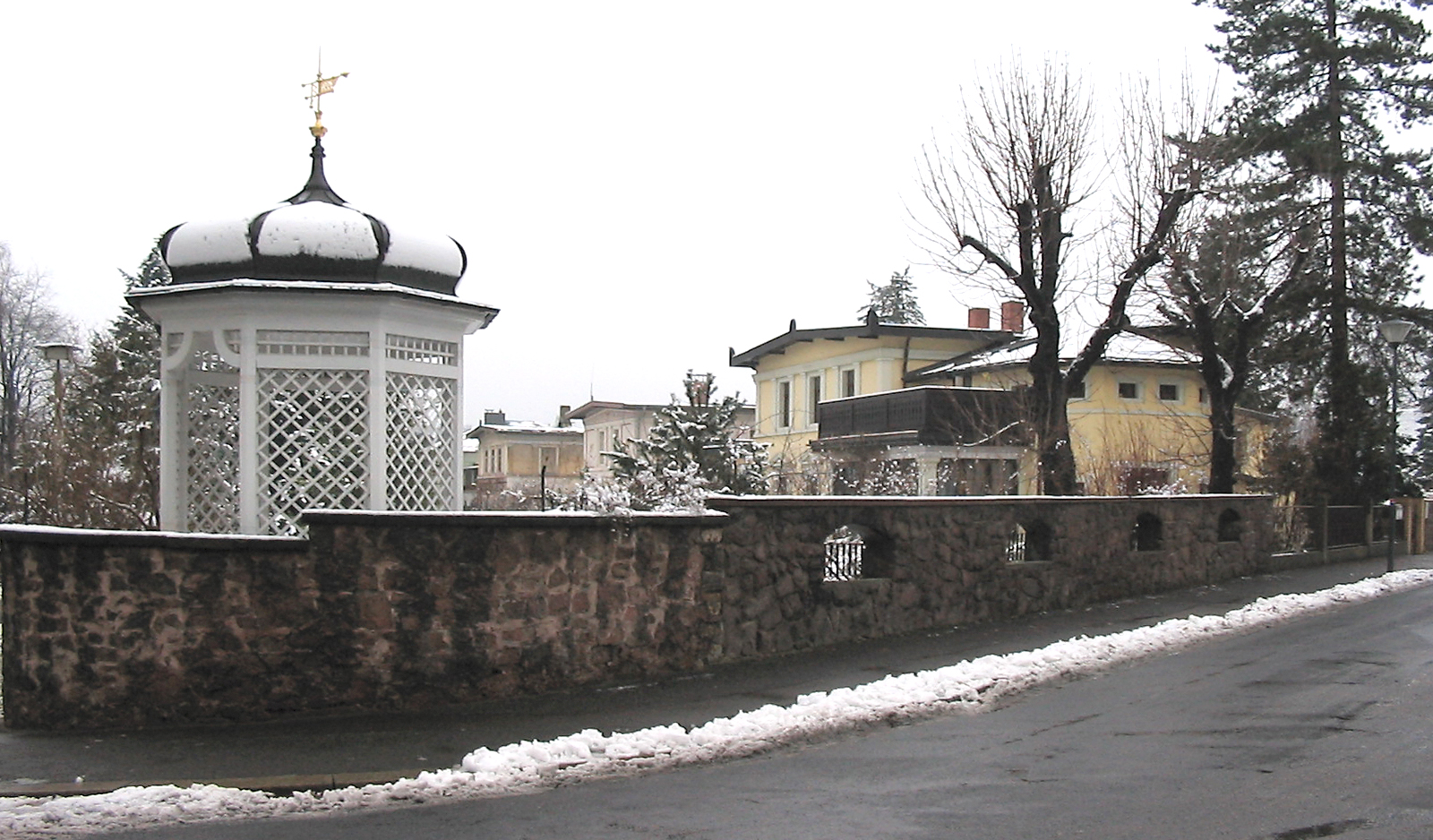
Villa Agnes, Pavillon mit Blick zu den ähnlichen Nachbarhäusern

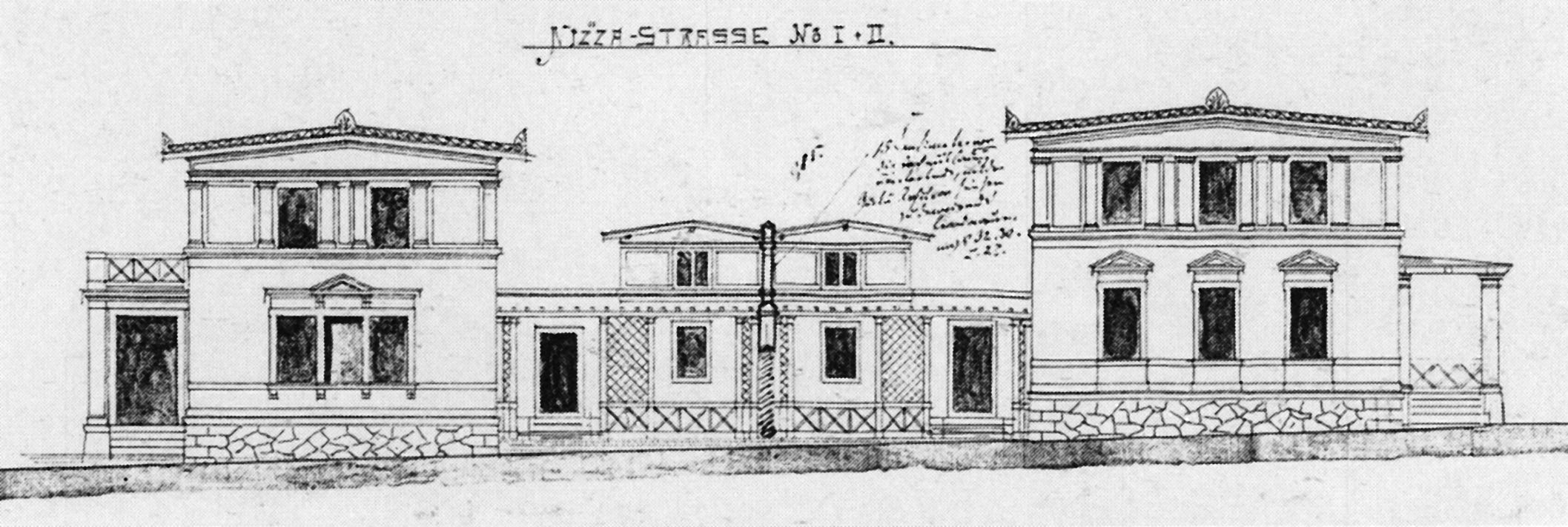
Villa Nizzastraße 11 und Villa Agnes, Bauzeichnung von 1879

Die mitsamt Gartenpavillon, Brunnen und Einfriedung unter Denkmalschutz stehende, landhausartige Villa ist ein zweigeschossiger Bau auf einem Syenitsockel mit Sandsteinfassung und mit einem sehr flachen Satteldach, das durch hölzerne Akroteren bekrönt wird. Das Gebäude ist aufgrund der Gliederung und Verputzung stilistisch dem Spätklassizismus zuzuordnen, wobei es durch sein hohes Erdgeschoss und das vergleichsweise niedrige Obergeschoss auf griechische Vorbilder verweist.
Die Hauptansicht des Gebäudes zeigt in Richtung Süden zur Nizzastraße, sie ist zugleich die Gartenansicht. Links des Hauptgebäudes steht ein flaches, eineinhalbgeschossiges Nebengebäude mit flachem Dach sowie dem ehemaligen Eingang, das mit dem spiegelbildlich an der Grundstücksgrenze danebenliegenden Nebengebäude der Nizzastraße 11 verbunden ist. Im Gegensatz zur Nizzastraße 11 schließt sich bei der Villa Agnes auf der Nordseite des Nebengebäudes ein weiteres zweigeschossiges Nebengebäude mit einem sehr flachen Satteldach an, dessen Giebel im Rechten Winkel zum Hauptgebäude steht.
Auf der rechten Seite des Hauptgebäudes steht ein polygonaler, eingeschossiger Anbau mit einem Mezzanin obenauf, der lediglich kleine Fensteröffnungen unter dem vorkragenden, flachen Walmdach aufweist. Vor diesem Bau in Richtung Süden steht eine große Veranda mit einem Austritt obenauf. Hinter dem Anbau in Richtung Norden befindet sich ein schmaler, zweigeschossiger Vorbau. Auf der Rückseite des Hauptgebäudes befindet sich in der Mitte ein Söller mit dem heutigen Eingang, obenauf ein überdachter Austritt mit einem Holzgeländer.
Die glatt verputzte Gebäudegruppe wird durch Sandsteingewände gegliedert. Die Fensterbrüstungen des Erdgeschosses weisen Blendbalustraden mit Terrakottabalustern auf, über den Fenstern befinden sich Dreiecksgiebelverdachungen. Die niedrigeren Fenster im Obergeschoss liegen zwischen zwei Gesimsen, die um das gesamte Gebäude herumlaufen, und werden jeweils auf beiden Seiten durch Putzpilaster gefasst.
Die pavillonartige, achteckige Gartenlaube („in Art einer Neugierde“) mit Holzstabgittern steht an der Stelle des Aussichtshügels oder auch Eckhügels an der Grundstücksecke zur Straßenkreuzung. Sie hat eine Welsche Kupferhaube mit Spitze und Wetterfahne. Im Garten steht ein Schalenbrunnen. Die Einfassung des Anwesens besteht zu Teilen aus Syenitbruchsteinmauern, die gleich nördlich der Gartenlaube mehrere segmentbogige, vergitterte Öffnungen aufweisen.

## Geschichte

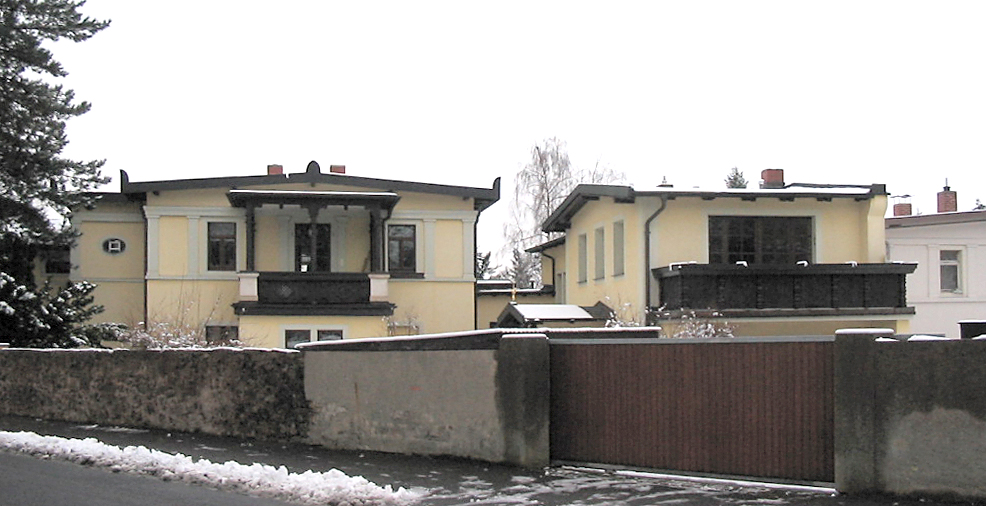
Villa Agnes, Eingangsseite im Norden

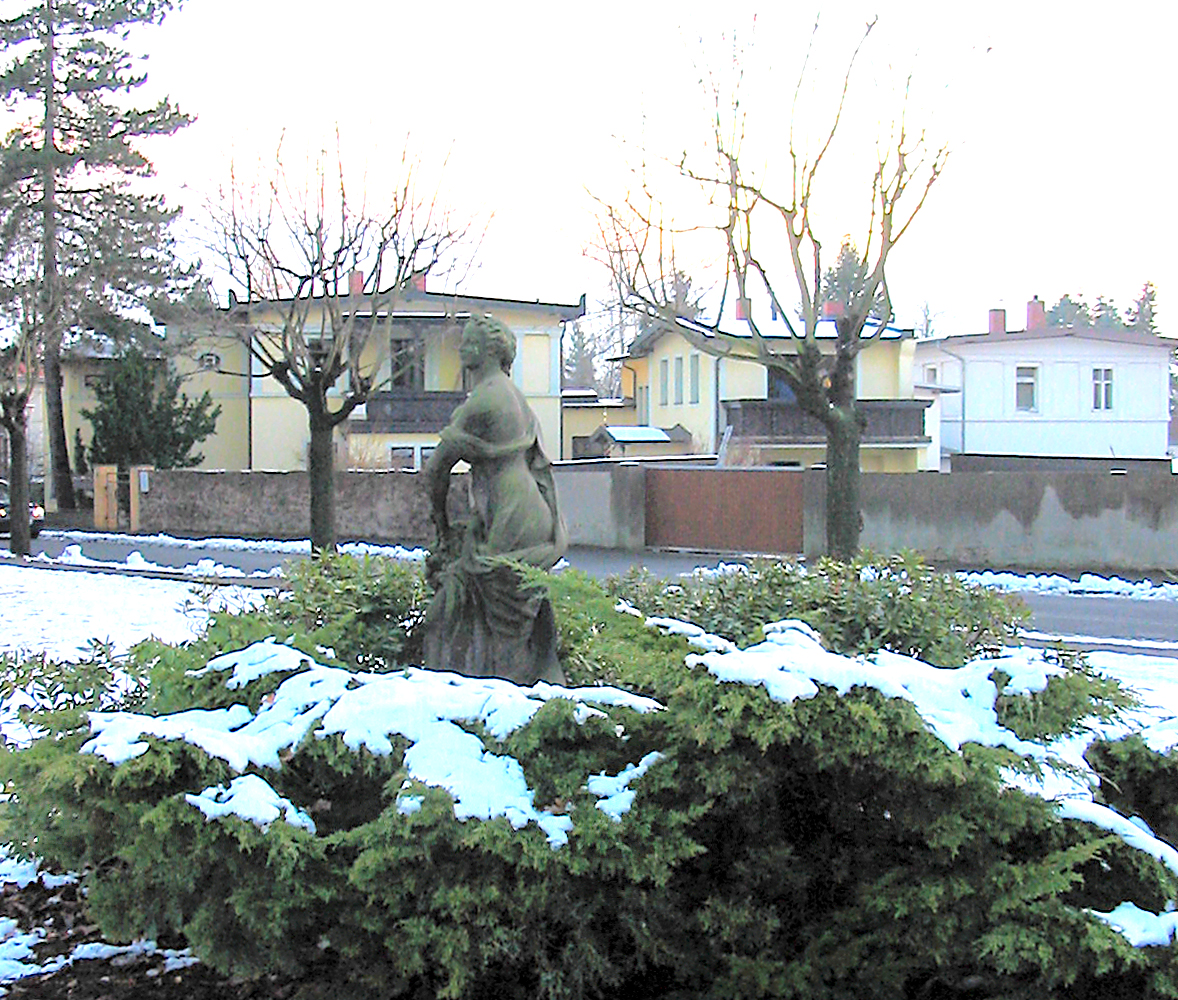
Skulptur „Flora mit Putto“ von Burkhart Ebe auf dem Hörningplatz vor der Rückseite der Villa Agnes im winterlichen Gegenlicht

Der Serkowitzer Baumeister Moritz Ziller beantragte im Februar 1879 auf eigene Rechnung, das Eckgrundstück Nizzastraße 13 (heute Lößnitzgrundstraße 2) gemeinsam mit dem Nachbargrundstück Nizzastraße 11 zu bebauen. Nach der Genehmigung im März 1879 erfolgte im November eine Planänderung, aufgrund derer spiegelbildlich gemeinsam mit dem Nachbargrundstück jeweils ein zusätzliches eingeschossiges Nebengebäude als Leutestube, Waschküche sowie zur Aufbewahrung von Brennholz direkt auf der Grundstücksgrenze beantragt wurde. Die Baufertigstellung erfolgte 1880.
Vom 8. April 1891 bis zum Dezember 1895 mietete der Schriftsteller Karl May das Haus, noch unter der Adresse Nizzastraße 13, bei dem Dresdner Friedrich Wilhelm Sauerzapf, bevor er sich die ebenfalls von den Gebrüdern Ziller errichtete Villa Shatterhand gleich hinter der gerade fertiggestellten Lutherkirche kaufte. In der Villa Agnes entstanden zahlreiche seiner Bücher. Im Mai 1891 wurde in die Villa eingebrochen und unter anderem das Notizbuch Mays gestohlen. Dieses konnte bei der wenig später erfolgten Verhaftung des vorbestraften Täters wieder sichergestellt werden. May jedoch verbarrikadierte sich auf dem Grundstück. Friedrich Ernst Fehsenfeld, der May später im Jahr besuchte, um die Herausgabe der Gesammelten Reiseromane zu besprechen, erinnerte sich später: „Wir gingen in seine Wohnung. Gleich wurde ich, der ich aus dem gemütlichen Süddeutschland kam, in eine Stimmung von Gefahren und ihrer Begegnung hineinversetzt. War doch das ganze Grundstück von einem Bretterverschlag eingeschlossen, von dessen Kante eiserne Stacheln herabdräuten. Man konnte von außen nicht hineinsehen. Und Gartentür und Haus wurden nach unserem Eintritt wieder fest verschlossen und verriegelt.“
Um 1900 wurde an der Grundstücksecke zur Straßenkreuzung eine achteckige Gartenlaube aufgestellt. Diese zieren Holzstabgitter und eine Kupferhaube samt Spitze und Wetterfahne. 
1902 und 1903 ließ der Besitzer Richard Barchewitz von Josephi auf der Rückseite im Norden Umbauten am Hauptgebäude sowie den Anbau an das Nebengebäude vornehmen.
1910 erfolgte durch den folgenden Besitzer, Direktor Carl Nauels, die Erweiterung im Osten um einen polygonalen Vorbau nebst Veranda zum Garten.
2024 stand die Villa mit zwölf Zimmern auf 400 Quadratmetern Wohnfläche und 1550 Quadratmetern Grundstücksgröße für etwa 1,4 Millionen Euro zum Verkauf. Die Innenräume sind auf drei Wohneinheiten aufgeteilt. Die größte Wohnung befindet sich im Erdgeschoss des Haupthauses und misst 160 Quadratmeter. Eine zweite Wohnung im Haupthaus liegt im Obergeschoss und ist 120 Quadratmeter groß. Die dritte Wohnung mit 120 Quadratmetern befindet sich im angebauten Nebengebäude. Zum Grundstück gehört ein großer Garten mit Springbrunnen, einem Gartenhaus mit grünem Dach sowie einem achteckigen Gartenpavillon.

## Typgleiche Villen
- Villa Nizzastraße 9
- Villa Nizzastraße 11
- Villa Nizzastraße 12